# Timothée Pirigisha Mukombe
Timothée Pirigisha Mukombe (* 30. April 1920 in Walungu; † 10. Februar 2004) war Bischof von Kasongo. 

## Leben
Timothée Pirigisha Mukombe empfing am 11. November 1953 die Priesterweihe.
Papst Paul VI. ernannte ihn am 29. September 1966 zum Bischof von Kasongo. Der Apostolische Nuntius in der Demokratischen Republik Kongo, Ruanda und Burundi, Émile André Jean-Marie Maury, spendete ihm am 5. März des nächsten Jahres die Bischofsweihe; Mitkonsekratoren waren Aloys Mulindwa Mutabesha Mugoma Mweru, Erzbischof von Bukavu, und Joseph Mikararanga Busimba, Bischof von Goma. 
Von seinem Amt trat er am 30. April 1990 zurück.